# Jan Bochenek (sztangista)

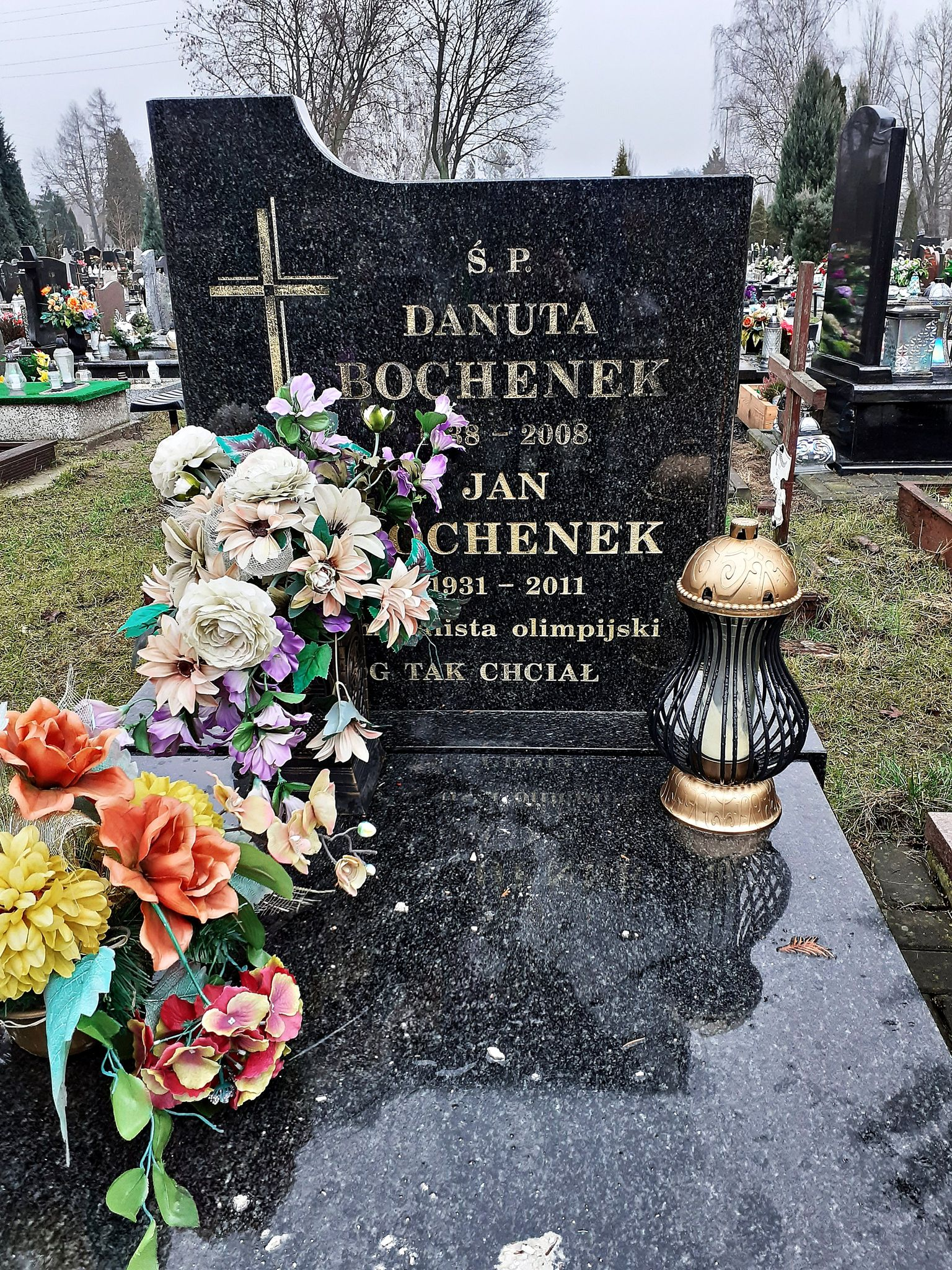
Grób Jana Bochenka na cmentarzu Komunalnym Zarzew w Łodzi

Jan Bochenek (syn Jakuba Bochenka i Katarzyny Grochalskiej ur. 20 września 1931 w Wołczkowie k. Stanisławowa, zm. 2 listopada 2011 w Łodzi) – polski sztangista, brązowy medalista olimpijski, dwukrotny medalista mistrzostw świata i czterokrotny medalista mistrzostw Europy.

## Kariera
W 1956 roku wystartował na igrzyskach olimpijskich w Melbourne, gdzie zajął czwarte miejsce w wadze średniej. Walkę o brązowy medal przegrał różnicą wagi ciała z Włochem Ermanno Pignattim. Na rozgrywanych cztery lata później igrzyskach w Rzymie zdobył brązowy medal w wadze półciężkiej. W zawodach tych wyprzedzili go jedynie Ireneusz Paliński i Jim George z USA.
Bochenek zdobył też brązowe medale w wadze średniej na mistrzostwach świata w Teheranie w 1957 roku i rozgrywanych dwa lata później mistrzostwach świata w Warszawie. Zdobył ponadto srebrny medal podczas mistrzostw Europy w Warszawie w 1959 roku i brązowe na mistrzostwach Europy w Helsinkach (1956), mistrzostwach Europy w Katowicach (1957) i mistrzostwach Europy w Mediolanie (1960). Był też między innymi czwarty na mistrzostwach Europy w Monachium (1955) i mistrzostwach Europy w Sztokholmie (1958), piąty na mistrzostwach Europy w Wiedniu (1954) i mistrzostwach świata w Sztokholmie (1958) oraz szósty na mistrzostwach świata w Monachium (1955).
Pięciokrotnie zdobywał mistrzostwo Polski w wadze półciężkiej - w latach: 1954, 1956, 1957, 1960 i 1961. Dwa razy był wicemistrzem (w 1952 roku w wadze średniej i w 1958 roku w wadze półciężkiej).
Był zawodnikiem Garnizonowego WKS Łódź i Legii Warszawa.
W początkach kariery trenował także lekkoatletykę: rekord życiowy w rzucie dyskiem – 43,50 (1952; wówczas 6. rezultat w kraju w tej konkurencji).
Po zakończeniu kariery zawodniczej został trenerem. Trenował m.in. zawodników Łódzkiego Klubu Sportowego, Garnizonowego WKS Łódź oraz reprezentację Polski.